# Strabismus sursoadductorius
Als Strabismus sursoadductorius bezeichnet man eine deskriptive Symptomatik innerhalb der Schielheilkunde (Strabologie).

## Form
Man versteht hierunter die Schielstellung eines Auges in Form eines zunehmenden Höherstandes (Hypertropie) bei verstärkter Augenbewegung zur Nase hin (Adduktion). Das Ausmaß der vertikalen Schielabweichung bleibt bei Blick oben und unten in den meisten Fällen relativ konstant, ist also konkomittierend. In manchen Fällen wird jedoch auch ein untypisches Inkomitanzmuster beschrieben. Häufig ist mit dem Strabismus sursoadductorius ein sogenanntes V-Symptom verbunden, die Zunahme eines horizontalen Innenschielwinkels bei Blick nach unten, bzw. dessen Abnahme bei Blick nach oben. Auch die Kombination mit einem Außenschielen ist möglich, was beim V-Symptom eine Abnahme des Außenschielens bei Blick unten und seine Zunahme bei Blick oben bedeutet. Nicht selten nehmen die Betroffenen eine kompensatorische Kopfzwangshaltung ein. Treten Doppelbilder auf, sind diese immer ausschließlich vertikal versetzt.
Prinzipiell kann man eine Unterscheidung treffen nach Störungen mit Binokularsehen, die als dekompensierende Formen häufig erst im Erwachsenenalter auf Grund nachlassender Fusionsfähigkeit auftreten, und Störungen ohne Binokularsehen als Begleitsymptom des frühkindlichen Innenschielens.

## Ätiologie
Als Ursache eines Strabismus sursoadductorius wird in der Regel eine angeborene Störung der schrägen Augenmuskeln, also eine Unterfunktion des Musculus obliquus superior und Überfunktion des Musculus obliquus inferior, angenommen. Zudem ist der Strabismus sursoadductorius häufig als Begleitsymptom des sogenannten kongenitalen Schielsyndroms zu finden. Über die genaue Entstehung dieser Schielform war man sich in der Wissenschaft lange uneins. Es werden unterschiedliche Szenarien diskutiert, die von angeborenen Paresen bis zur Möglichkeit von Fehlinnervationen und Formen von Hypoplasie reichen.
Neueste, insbesondere MRT-gestützte Untersuchungsreihen belegen, dass es sich bei einer besonderen Form, dem sogenannten dekompensierten Strabismus sursoadductorius, zum einen um Fehlbildungen des M. obliquus superior oder seiner Sehne, zum anderen um eine Innervationsstörung handelt, die durch ein Fehlen oder zumindest durch eine signifikante Schädigung des N. trochlearis verursacht wird und mit einer sekundären Muskelatrophie einhergeht. Damit ist diese Form des Krankheitsbildes der Gruppe der kongenitalen kranialen Fehlinnervations-Syndrome („Congenital Cranial Dysinnervation Disorders – CCDD“) zuzuordnen. Sie macht jedoch nur einen geringen Anteil aller Fälle von Strabismus sursoadductorius aus und ist beachtenswert als Differentialdiagnose zu einer kongenitalen Trochlearisparese.
Über die genauen Ursachen der überwiegenden Form von Strabismus sursoadductorius, die als Bestandteil des kongenitalen Schielsyndroms auftritt, ist bislang jedoch sehr wenig bekannt. Zudem ist man sich über den Terminus „Strabismus sursoadductorius“ als quasi deskriptiven Oberbegriff zu den ätiologisch differierenden Krankheitsbildern noch uneins, nicht zuletzt auch wegen der unterschiedlichen Begrifflichkeit im deutschen und englischen Sprachgebrauch, wo die Krankheitsbezeichnung angeborene Musculus obliquus superior Parese (congenital superior oblique palsy) Verwendung findet. Zwischenzeitlich wird der Terminus ausschließlich zur Befundbeschreibung „konkomittierender Höherstand eines Auges in Adduktion“ benutzt, solange die Pathogenese unklar ist. Ansonsten wird der Begriff durch eine Diagnose konkretisiert.

## Therapie
Da ein Strabismus sursoadductorius fast immer mit einem horizontalen Innenschielen einhergeht, wird bei einer operativen Intervention meistens zuerst dieses Einwärtsschielen reduziert. Hierbei ergibt sich im Allgemeinen von selbst in der Primärposition eine Verbesserung des Höherstandes, der ja besonders in Adduktion auftritt. Gleichwohl kann die Störung der Mm. obliqui ebenfalls eine Auswirkung auf den horizontalen Schielwinkel bei Blick nach oben und unten haben, weshalb dieser Aspekt eine, den Befunden entsprechende, Operation notwendig machen kann. Je nach Ausmaß der horizontalen Abweichung bei Blick oben oder unten wird eine entsprechende Verteilung der Dosierung auf die beiden Mm. obliqui erfolgen, ggf. ein Eingriff auch nur an einem der beiden Muskeln vorgenommen. Nach den oben genannten jüngsten Erkenntnissen hinsichtlich der Ursachen bestimmter Formen des Strabismus sursoadductorius stellt man sich gleichwohl die Frage, ob eine operative Intervention an einem kaum oder überhaupt nicht innervierten Muskel in jedem Falle sinnvoll ist.

## Differentialdiagnose
Als konkomittierende Schielform ist der Strabismus sursoadductorius von einer erworbenen Trochlearisparese abzugrenzen, die in der Regel inkomittierende Schielabweichungen aufweist. Zudem sollte bei einer Hypertropie auch immer die Möglichkeit eines dissoziierten Höhenschielens in Betracht gezogen werden.